# 母親英雄
母親英雄（ロシア語: Мать-героиня）は、ソビエト連邦等における、10人以上の子を育てた母親を英雄として讃える称号である。

## 概要
1944年7月8日、ソビエト連邦最高会議幹部会により主に10人以上の子（実子・養子関係なく）を育てた母親を対象として制定された。また、その家族やシングルマザー等に対する補助金の増額などを定めた法規は、称号廃止までに15回改正されている。単なる英雄称号ではなく、母親と子供は勿論、妊婦やシングルマザー、その家族などの健康促進のために援助を行う目的があった。
通常、10人目の子供の最初の誕生日に合わせて贈られた。この際、英雄的行動や従軍、その他職業病などで名誉ある死を遂げた子供も勘定に含まれる。
10人以上の子供を育てた母親に贈られたが、同時に母性名誉勲章（7～9人の子供を育てた母親）や母性記章（5～6人の子供を育てた母親）なども制定されていた。
廃止されるまでの間に約43万人の女性に贈られたと推測されており、彼女らには退職年金や公共料金、食料・物資の配給などでいくつかの特権が付与された。また、受賞者には母親英雄の勲章も贈られたが、現在佩用する際には、ロシア連邦で制定されている他の勲章より下位に配置しなければならない。

## ソ連崩壊後
1991年にソビエト連邦が崩壊すると、影響下にあった国では相次いで母親英雄が廃止された。しかし、その後形を変えて再び制定されている国もある。
- ロシア連邦：1991年に廃止されたが、2008年に親権者名誉勲章（英語版）としてほぼ同内容の勲章が制定された。

2022年には、ウラジーミル・プーチンの大統領令によりロシア連邦の制度として正式に復活し、10人以上の子を持つ母親に100万ルーブルの一時金と共に贈られることとなった。
- ウクライナ：独立とともに廃止されたが、2001年に再び母親英雄（ロシア語版）が制定された[5]。
- カザフスタン：称号は廃止されたが、1995年より新たに金色ペンダント（ロシア語版）が贈られている。
- タジキスタン：称号自体は廃止されたが、1996年より再び大家族の形成が推奨された。